# Arijand
Arijand (grč. Aryandes) je bio perzijski plemić koji je od 525. pr. Kr. vladao kao prvi satrap Egipta u službi Perzijskog Carstva.

## Pozadina
Godine 526. pr. Kr. umire egipatski faraon Amazis II., a na egipatsko prijestolje dolazi njegov sin Psamtik III. koji se morao suočiti s perzijskom prijetnjom egipatske samostalnosti. Naime, Perzijsko Carstvo predvođeno Kirom Velikim osvojilo je tri najveće sile u regiji: Medijsko Carstvo, Lidiju i Babiloniju, nakon čega je Egipat ostao jedina samostalna sila. Egipatsku subinu zapečatio je sam Amazis II. kada se pridružio lidijskom vladaru Krezu koji je 547. pr. Kr. odlučio napasti Perzijance vjerujući kako ih može pokoriti, no teško je poražen pa su Perzijanci već iste godine prodrli u Lidiju, porazili Kreza u Sardu, te pripojili njegovu državu Perzijskom Carstvu. Osam godina kasnije pada i Babilonija, nakon čega Kir Veliki postavlja garnizon u Gazi, gradu na mediteranskoj obali koji se nalazio u neposrednoj blizini samog Egipta. Nakon Kirove smrti 530. pr. Kr. nasljeđuje ga sin Kambiz II. koji nastavlja politiku proširenja carstva, a Egipat uzima kao svoj prioritet.
Nakon nekoliko godina pažljivih priprema, Perzijanci kreću u pohod protiv Egipta. Egipatska mornarica odbila je sudjelovati u ratu, dok je njihova vojska potučena u bitci kod Peluzija (525. pr. Kr.) nakon čega Perzijanci ostvaruju kontrolu nad istočnom deltom Nila gdje grade mostobrane. Pad Memfisa bio je samo pitanje vremena, pa je faraon Psamtik III. ubrzo zarobljen. Njegov život je prvotno pošteđen, no nakon što je kasnije podigao pobunu osuđen je na smrt i pogubljen. Perzijski vladar Kambiz II. boravio je u Egiptu sve do 522. pr. Kr., pokušavajući osvojiti kraljevstvo Kuš u današnjem Sudanu. Ekspedicija završava neuspjehom, no Kambiz je bio u stanju osvojiti grčku koloniju Cirenu u današnjoj Libiji. Perzijski veliki kralj imao je namjeru ostati u Africi i nastaviti s osvajanjima, no 522. pr. Kr. prima informacije kako se uzurpator Gaumata domogao perzijskog prijestolja predstavljajući se kao Kambizov brat Smerdis, nakon čega žuri natrag u Aziju.

## Početak vladavine
Prilikom napuštanja Egipta (522. pr. Kr.), Kambiz II. imenuje Arijanda satrapom odnosno egipatskim namjesnikom. Njegova uloga bila je prikupljanje poreza (oko 20 tona srebra godišnje), čuvati suverenitet Perzijskog Carstva (satrap; perz. khšaçapavan znači „čuvar kraljevstva“), te voditi sudstvo. Kako bi se očuvao mir, Arijand je postavio perzijske garnizone diljem Egipta; u nekadašnjem glavnom gradu Memfisu, Peluziju na sjeveru, te Elefantini na krajnjem jugu. Zanimljivost je kako se potonji garnizon sastojao uglavnom od židovskih vojnika.
Arijand se svega nekoliko mjeseci nakon početka satrapske vladavine suočio s problemom; krajem 522. pr. Kr. čovjek po imenu Petubast pokreće pobunu, no Arijand nije mogao računati na potporu glavne perzijske vojske koja se nalazila tisućama kilometara daleko od Egipta. Uzroci ove pobune nisu poznati, no makedonski autor Polijen u zbunjujućem izvještaju navodi kako se pokrenuta zbog visokih poreza.
Iste godine u Siriji prirodnom smrću umire Kambiz II., te ostavlja perzijsku vojsku bez zapovjednika. U isto vrijeme postaje jasno kako je uzurpator perzijskog prijestolja lažni Smerdis, odnosno Gaumata iz magijske svećeničke klase. Kambizov kopljonoša Darije imenovan je zapovjednikom vojske, nakon čega zajedno sa šest perzijskih plemića pokreće zavjeru u kojoj je lažni veliki kralj u Mediji svrgnut i ubijen. Od tada Darije Veliki postaje vladarom Perzijskog Carstva, no unatoč tome što je možda želio poslati pojačanja Arijandu, u srcu Perzije izbija građanski rat protiv plemića Vahijazdate, a pobune izbijaju i u Babiloniji i Mediji pa Darije nije bio u situaciji poslati vojsku u Egipat. Godine 521. pr. Kr. u Perziji nastupa mir, a Arijand istovremeno uspješno guši egipatski ustanak vlastitim snagama. Ipak, politička situacija u Egiptu je bila dovoljno zabrinjavajuća pa 518. pr. Kr. osobno dolazi u Egipat.

## U službi Darija Velikog
Arijand se u četiri i pol godine satrapske vladavine Egiptom upoznao s ponašanjem lokalnog stanovništva pa je naučio kako pridobiti podršku perzijskoj vrhovnoj upravi. Nekoliko tjedana uoči Darijevog dolaska u Egipat, uginuo je bik Apis, kojeg su Egipćani smatrali utjelovljenjem Ptaha odnosno simbolom snage i plodnosi. Darije je nakon dolaska pokopao životinju i naredio potragu za novim Apisom, koji je pronađen (imenovan) 9. studenog 518. pr. Kr. Pretpostavlja se kako je Arijand savjetovao Darija kako da se ponaša prema toj životinji koju su stari Egipćani smatrali božanstvom. Također, savjetovao ga je i da pokloni darove hramu Neita u gradu Siasu, te hramu Ozirisa u Busirisu. U oazi Kharga Darije je dao obnoviti i nadograditi hram u Hibisu koji je bio posvećen Amonu, te kojeg je započeo graditi Psamtik II. (595. – 589. pr. Kr.).
Ostale kraljevske naredbe perzijskog vladara Darije Velikog uključuju i okupljanje egipatskih mudraca i svećenika koji su sakupili i posložili stare faraonske zakone. Ovo se smatra jednim od najvećih primjera perzijske tolerancije prema pokorenim narodima, što je bila politika koju je ranije započeo Kir Veliki. Pretpostavlja se kako je i u ovom slučaju Arijand savjetovao Darija, te kako je Arijand jako poštovao egipatsku civilizaciju.
Arijand je nastavio s vanjskom politikom koju su provodili posljednji faraoni pa je krenuo u pohod protiv Kirenaike na zapadu, u čemu se pokazao uspješnijim od ranijih egipatskih vladara. Nakon što je cirenski kralj Arkesilaj prognan i ubijen 512. pr. Kr., njegova majka Feretima pozvala je Perzijance. Arijand je prihvatio njen poziv i poslao vojsku, kojom su zapovijedali Perzijanac Badro i Egipćanin Amazis (vjerojatno sin Psamtika III., iako Herodot tvrdi kako je i on bio Perzijanac iz Pasargada). Njih dvoje osvojili su grad Barcu, dok su Feretima i njezin unuk Bat platili danak pa nije bilo potrebe za osvajanjem Cirene. Darije Veliki i Arijand dali su iskopati i prvi Sueski kanal između Nila i Crvenog mora, koji je u potpunosti izgrađen 497. pr. Kr. Ideja o spajanju Crvenog mora s Mediteranom pojavila se mnogo ranije, no niti jedan faraon nije bio u stanju izgraditi takav kanal.

## Kraj vladavine
Pretpostavlja se kako je Arijand umro 492. pr. Kr., a njegov kraj opisuje grčki povjesničar Herodot:
Darije je počeo izdavati zlatne kovanice (darik), koje su bile najveće moguće čistoće, a egipatski namjesnik Arijand slijedio je njegov primjer izdavanjem srebrnog novca, koji je također bio najviše čistoće. Kada je Darije doznao za njegov postupak, bio je bijesan pa je naredio da se Arijanda pogubi.
Ova Herodotova priča ne smatra se vjerodostojnom, budući kako u njoj postoji niz kontradikcija. Naime, numizmatičari nikada nisu otkrili takve kovanice, a teško je vjerovati kako je čistoća Arijandovog novca bila razlog Darijeva bijesa. Također, uklanjanje Arijanda s mjesta egipatskog satrapa bilo je gotovo nemoguće, jer niti jedna vojska tako olako nije mogla prijeći pustinju na Sinaju. Postoji mogućnost kako je Arijand talio perzijske kovanice i prodavao ih u polugama koje su imale veću vrijednost od samog darika, zbog čega je mogao ostvariti golem profit.
Izuzimajući priču o kovanicama, uzroke treba potražiti i u drugim činjenicama. Naime, godine 499. pr. Kr. Grci podižu jonski ustanak zbog čega je mornarica bila prijeko potrebna Perzijancima. Grci su istovremeno okupirali i dio Cipra, pa je lojalnost feničkih gradova stavljena na veliku kušnju budući kako su znali da će u slučaju pada Cipra postati idućom metom Grka. Perzijancima je pomoć ponudio upravo Egipat pod Arijandom, što svjedoči kako je bio vrlo lojalan kraljevskom dvoru. Postoji mogućnost i kako je Darije dao pogubiti Arijanda zbog prevelikih simpatija prema Egipćanima, no to je samo predmet povijesnih špekulacija. Na Darijevoj grobnici u Nakš-e Rustamu spominje se kako perzijski vladar nije bio prijeke naravi, što opovrgava Herodotovu veziju Arijandove smrti. Na mjestu egipatskog satrapa Arijanda je 492. pr. Kr. naslijedio Farandat.

## Poveznice
- Kambiz II.
- Darije Veliki

| Prethodnik Nitko | Satrap Egipta (522. - 492. pr. Kr.) | Nasljednik Farandat (492. - 484. pr. Kr.) |

## Vanjske poveznice
- [neaktivna poveznica]
- Arijand (Livius.org, Jona Lendering)  Arhivirana inačica izvorne stranice od 25. svibnja 2009. (Wayback Machine)
- Arijand (enciklopedija Britannica)
- Arijand (Aryandes), AncientLibrary.com  Arhivirana inačica izvorne stranice od 7. lipnja 2008. (Wayback Machine)